# Comuna de Miedźna
Miedźna (polaco: Gmina Miedźna) é uma gminy (comuna) na Polónia, na voivodia de Santa Cruz e no condado de Pszczyński. A sede do condado é a cidade de Miedźna.
De acordo com os censos de 2006, a comuna tem 15 434 habitantes, com uma densidade 309,2 hab/km².

## Área
Estende-se por uma área de 49,91 km², incluindo:
- área agricola: 65%
- área florestal: 19%

## Demografia
Dados de 31 de Dezembro de 2005:
|                      | Total   | Total | Mulheres | Mulheres | Homens  | Homens |
| -------------------- | ------- | ----- | -------- | -------- | ------- | ------ |
|                      | pessoas | %     | pessoas  | %        | pessoas | %      |
| População            | 15 434  | 100   | 7670     | 49,7     | 7764    | 50,3   |
| Densidade (pop./km²) | 309,2   | 100   | 153,7    | 153,7    | 155,6   | 155,6  |

De acordo com dados de 2002, o rendimento médio per capita ascendia a 1124,56 zł.

## Subdivisões
- Frydek, Gilowice, Góra, Grzawa, Miedźna, Wola.

## Comunas vizinhas
- Bestwina, Bojszowy, Brzeszcze, Oświęcim, Wilamowice.